# Garde nationale portugaise
Ne doit pas être confondu avec Garde nationale républicaine (Portugal).
La garde nationale est un corps de milice portugais créé en 1823 par le gouvernement libéral issu des Cortes extraordinaires de 1820. Dissoute après la Vilafrancada et remplacée par un Corps de volontaires royalistes, la garde nationale est recréée après la guerre civile portugaise, en 1834. Elle est cependant définitivement dissoute en 1847.